# مارغوت هيلتون
مارغوت هيلتون (بالإنجليزية: Margot Hilton)‏ هي كاتِبة أسترالية، ولدت في 1947.